# Léon Herpin
 (février 2023).
Si vous disposez d'ouvrages ou d'articles de référence ou si vous connaissez des sites web de qualité traitant du thème abordé ici, merci de compléter l'article en donnant les références utiles à sa vérifiabilité et en les liant à la section « Notes et références ».
Cet article possède un paronyme, voir Léon Herbin.
Léon Herpin, né le 12 octobre 1841 à Granville et mort le 27 octobre 1880 à Paris, est un peintre paysagiste et sur porcelaine français.
Léon Herpin fait ses études à l'École des Arts-et-Métiers d'Angers, promotion 1856. Il commence sa carrière comme dessinateur mécanicien, puis au service des géomètres de la ville de Paris.
Herpin vint de bonne heure à Paris et suivit l’atelier de Jules André, puis ceux de Charles Busson et Daubigny, qui lui fournirent une formation très complète.
Il a adopté le genre du paysage et a débuté au Salon de 1868.
Léon Herpin avait obtenu une médaille de 3e classe en 1875 et une de 2e classe, en 1876. Sa Vue de l’Ile de Chausey, envoyée à l’exposition de Caen, en 1873, y avait également obtenu une médaille. Foudroyé par la maladie à l’âge de trente-neuf ans, Herpin n’eut pas le temps de donner la pleine mesure de son talent.

## Œuvres
- Bords de la Seine, à Sèvres, toile ;
- Vue prise dans la forêt de Fontainebleau et Environs de Thiers, en Auvergne, faïences, 1868 ;
- Environs de Dinan, toile, 1868 ;
- Bords du Loing, à Montigny, faïence, 1869 ;
- Deux Vues prises au Bas-Meudon, l’une au soleil couchant, l’autre le matin, 1870 ;
- Vue prise dans l’Ile de Chausey, le matin, 1872 ;
- Ruisseau sous bois, Bords de l’Oise, 1874 ;
- La Marne, à Chennevières; la Butte des Moulineaux, 1875 ;
- Les Marais salants au Pouliguen, 1877 ;
- Paris vu du pont des Saints-Pères le soir, 1878 ;
- Vues du Bas-Meudon, 1870 ;
- Environs de Cherbourg ;
- Paris du Pont Neuf, 1878 ;
- Vieux Moulin à Bonneuil, Porte de La Villette, 1881 ;
- Île de Chausey, 1872 ;
- Château-Gaillard, 1879, acheté par la ville de Château-Gaillard, 1880 ;
- Ruisseau sous bois, 1874 ;
- Vue du Pont de Sèvres, le petit pont de Saint-Jacut, dans les Côtes du Nord, 1876.
- Une gorge dans les Pyrénées ;
- Nature morte ;
- L'orage ;
- Bateaux au Tréport ;
- Petit port à Jersey ;
- Saint Brelade's près Jersey ;
- Cascade dans les Pyrénées  ;
- Vieux château à Jersey ;
- Vieux moulin près de Caen
- Marée montante à Jersey ;
- L'Orne près de Caen ;
- Paysage : effet de matin ;
- À Quettehou (Manche) ;
- Chasse à l'ours ;
- Chemin en forêt, effet de neige ;
- Bord de rivière ;
- Bas-Samois ; près Fontainebleau ;
- Dunes près Saint-Brelade's à Jersey.

## Sources
1. ↑  Société des anciens élèves des Écoles Nationales d'Arts-et-Métiers, Liste générale des Anciens élèves des Écoles Nationales d'Arts-et-Métiers, Paris, Société des anciens élèves des Écoles Nationales d'Arts-et-Métiers, 1900, 819 p., p. 379

- Abraham Bredius, Catalogue des peintures du Musée de l’état à Amsterdam, Amsterdam, Tj. van Holkema, 1888, p. 87-8.
- Me Léon Tual et M. Georger Petit, Catalogue des tableaux, études et esquisses peints par feu L. Herpin, 18 février 1881 (lire en ligne) lire en ligne sur Gallica